# Sony Xperia Z4 Tablet
Sony Xperia Z4 Tablet (модельний номер — SGP771) — це сенсорний планшет на Android, розроблений і виготовлений компанією Sony. На відміну від свого попередника, Xperia Z4 Tablet має 10,1-дюймовий екран з роздільною здатністю 2560 x 1600 і захищений від води та пилу з рейтингом IP65 і IP68.

 Планшет легший і тонший, ніж його попередник, важить 389 г для моделі Wi-Fi та 393 г для моделі LTE і має товщину 6,1 мм. Z4 Tablet оснащений процесором Snapdragon 810 і екраном з роздільною здатністю WQXGA. Він був анонсований 2 березня 2015 року на прес-конференції, проведеній Sony разом із Sony Xperia M4 Aqua під час Mobile World Congress 2015 в Барселоні, Іспанія.
Z4 Tablet замінив Xperia Z2 Tablet зі швидшим 64-бітним процесором, покращеною передньою камерою та дисплеєм з вищою роздільною здатністю із яскравішими кольорами.

## Характеристики планшета

### Апаратне забезпечення
Ємнісний IPS LCD-дисплей пристрою має діагональ 10,1 дюйма з роздільною здатністю WQXGA 2560 на 1600 пікселів з щільністю пікселів 299 ppi. Sony стверджує, що дисплей планшета є найяскравішим у світі, якщо порівнювати його з іншими провідними планшетами. 
Всередині він оснащений 64-розрядним восьмиядерним процесором Qualcomm Snapdragon 810 на 2,0 ГГц і графічним процесором Adreno 430 на додаток до незмінного акумулятора ємністю 6000 мА·г, 3 ГБ оперативної пам’яті, 32 ГБ внутрішньої пам’яті та підтримкою microSD, microSDHC, microSDXC до 128 ГБ. 
Планшет має задню камеру на 8,1 мегапікселя, здатну записувати відео з роздільною здатністю 1920 на 1080 пікселів із сенсором Sony Exmor RS і 16-кратним цифровим зумом, а фронтальна ширококутна камера на 5,1 мегапікселя, здатна на роздільну здатність 1080p, призначалася для відеодзвінків. 
Xperia Z4 Tablet підтримує NFC, який можна використовувати з аксесуарами з підтримкою NFC, такими як динаміки, або для фінансових транзакцій, за допомогою відповідних програм із Google Play. З решти інтерфейсів планшет має Bluetooth 4.1, сертифікований DLNA, підтримує MHL 3.0, FM-радіо, а також LTE.
Планшет важить 389 г і має розміри 1670 мм на 2540 мм на 6,10 мм, що робить його на 50 г легшим і на 0,30 мм тоншим, ніж Z2 Tablet. Він також захищений від проникнення за стандартом IP55/58, що забезпечує пило захищеність і роботу в прісній воді на глибині до 1,5 м протягом 30 хвилин.

### Програмне забезпечення
Планшет постачався з Android 5.0.2 «Lollipop» зі спеціальною програмною оболонку від Sony, та додатковими програмами, включаючи медіа-програми Sony (Walkman, Альбоми й Фільми). Як і більшість пристроїв Android, в планшет попередньо завантажені набори програм Google, а також включає PlayStation 4 Remote Play, де користувач може транслювати свої ігри для PlayStation 4 на пристрій. Оновлення для планшета постачалися разом зі смартфонами Z5 і Z3+, так одночасно для пристроїв вийшло фінальне оновлення до Android 7 

## Варіанти
Пристрій продавався у версіях Wi-Fi та 4G LTE, хоча не всі версії планшета можуть бути доступні в деяких країнах. (Деякі не отримують планшет LTE, в той час, як інші, як Малайзія, не отримують лише модель Wi-Fi). Він також був доступний у чорному або білому кольорах.

## Приімітки
1. ↑  Sony Xperia Z4 Tablet Wi-Fi - Повні характеристики телефону. GSMArena. Архів оригіналу за 10 вересня 2015. Процитовано 21 вересня 2015.
2. ↑  Sony Xperia Z4 Tablet LTE - Повні характеристики телефону. GSMArena. Архів оригіналу за 19 вересня 2015. Процитовано 21 вересня 2015.
3. ↑  Sony Xperia Z4 Tablet. phoneArena. Архів оригіналу за 4 жовтня 2015. Процитовано 21 вересня 2015.
4. ↑  Topher, Chris (20 квітня 2015). Technical Comparison: Sony Xperia Z4 against its main rivals. NYAndroid. Архів оригіналу за 5 липня 2015. Процитовано 19 травня 2016. [Архівовано 2015-07-05 у Wayback Machine.]
5. ↑  Savov, Vlad (2 березня 2015). Sony's VAIO replacement is the ultrathin Xperia Z4 Tablet. The Verge. Vox Media. Архів оригіналу за 4 травня 2022. Процитовано 19 травня 2016.
6. ↑  Souppouris, Aaron (2 березня 2015). Sony has a new flagship tablet to fight the iPad Air 2. Engadget. AOL. Архів оригіналу за 15 червня 2019. Процитовано 19 травня 2016.
7. ↑  Victor H (1 березня 2015). Sony Xperia Z4 Tablet breaks cover: world's slimmest tablet. PhoneArena.com. Архів оригіналу за 6 грудня 2020. Процитовано 19 травня 2016.
8. ↑  Xperia™ SmartTags. Google Play. Архів оригіналу за 9 травня 2012. Процитовано 13 травня 2022.
9. ↑  Xperia™ Z4 Tablet: Specifications. Sony Mobile. Архів оригіналу за 16 лютого 2020. Процитовано 19 травня 2016.
10. ↑  XB (2 березня 2015). Xperia Z4 Tablet arrives with 10.1-inch 2K display, Snapdragon 810 and 6.1mm thickness. XperiaBlog.net. Архів оригіналу за 14 травня 2021. Процитовано 19 травня 2016.
11. ↑  Lomas, Natasha (2 березня 2015). Sony Does A Tablet With An Add On Bluetooth Keyboard. TechCrunch. AOL. Архів оригіналу за 21 червня 2021. Процитовано 19 травня 2016.
12. ↑  Chacos, Brad (1 березня 2015). Sony's pixel-packed Xperia Z4 Tablet aims for mobile entertainment dominance. Greenbot.com. Архів оригіналу за 13 квітня 2021. Процитовано 19 травня 2016.
13. ↑  Sony suspends Nougat update for Xperia Z5. GSMArena. Архів оригіналу за 20 січня 2017. Процитовано 20 січня 2017.